# 腾跃街站
腾跃街站是长春轨道交通6号线的地铁站，位于中国吉林省长春市绿园区飞跃路与腾跃街交叉口南侧，于2024年3月28日开通。

## 车站结构
腾跃街站位于飞跃路与腾跃街交叉口南侧，沿飞跃路设置，呈南北走向，为地下二层岛式站台车站，车站长232.3米，车站地下一层为站厅层，地下二层为站台层，站台设置全高站台门。车站南侧设有一条单渡线。
| 地面              | 出入口 | A、B、C、D出入口                                                                                                |
| 地下一层          | 站厅   | 客服中心、自动售票机、验票机                                                                                    |
| 地下二层          | 站台   | \| \| \| █ 6号线往双丰（长春西站） \| \| 島式 · 開左邊车门 \| \| \| \| \| \| █ 6号线往长影世纪城（支农大街） \| |
|                   |        | █ 6号线往双丰（长春西站）                                                                                       |
| 島式 · 開左邊车门 |        | |
|                   |        | █ 6号线往长影世纪城（支农大街）                                                                                 |

## 车站出口
腾跃街站共设4个出入口，各出口及周围设施如下所示：
| 编号                  | 出入口信息             | 照片 | 无障碍设施 |
| --------------------- | ---------------------- | ---- | ---------- |
| 出口 · A              | 飞跃路西侧，腾跃街南侧 |      | 不適用     |
| 出口 · B              | 飞跃路东侧，腾跃街南侧 |      | 不適用     |
| 出口 · C              | 飞跃路东侧             |      | 不適用     |
| 出口 · D · 升降机标志 | 飞跃路西侧             |      |            |
| 註： 設有             |                        |      |            |

## 接驳交通

### 公交车
| 铂朗明珠 | 铂朗明珠 | 铂朗明珠 | 铂朗明珠 | 铂朗明珠 |
| 编号     | 路线     | 路线     | 路线     | 备注     |
| -------- | -------- | -------- | -------- | -------- |
| Z159     | 长春西站 | ⇆        | 桂林路   |          |
| G195     | 荣鼎康城 | ⇆        | 吉大南校 |          |

## 车站历史
本站工程名为祝家屯站，正式站名为腾跃街站，以车站北侧的腾跃街命名。
- 2020年12月11日，车站主体结构封顶[2]。
- 2024年3月28日，车站随6号线通车开通[1]。